# Níjnie Xuni
Níjnie Xuni (en rus: Нижние Шуни) és un poble de l'óblast de Kírov, a Rússia, segons el cens del 2010 tenia 675. Pertany al districte (raion) de Viàtskie Poliani.